# Жінки в програмуванні
Жінки в обчислювальній техніці сформували еволюцію інформаційних технологій. Вони були одними з перших програмістів на початку 20 століття і зробили значний внесок у цю галузь. Зі зміною технологій та практик роль жінок як програмісток змінювалася, а записана історія галузі зменшила їхні досягнення.
Починаючи з 18 століття, жінки здійснили наукові обчислення, включаючи передбачення Ніколь-Рейн Лепот про комету Галлея та обчислення Марії Мітчелл руху Венери. Перший алгоритм, призначений для виконання комп'ютером, було розроблено Адою Лавлейс, піонерко галузі. Українка Катерина Ющенко першою у світі створила мову програмування для комп'ютера. Ґрейс Гоппер стала першою людиною, яка розробила компілятор для мови програмування. Протягом ХІХ та початку ХХ століття, а також до Другої світової програмування здійснювали переважно жінки; найвагомішими прикладами є жіночій персонал Гарвардської обсерваторії відомим під назвою Гарвардські обчислювачки, декодувальниці в Блечлі-Парк та інженерія в НАСА.
Після 1960-х «м'яку роботу», в якій панували жінки, перебрало на себе сучасне програмне забезпечення, і значення жінок в ІТ зменшилось. Сучасне суспільство прагне осмислити гендерну нерівність та брак жінок у обчислювальній техніці з кінця ХХ століття і далі, вживаються заходи з викорінення гендерної нерівності в галузі (див. Жінки у галузях STEM та Освіта жінок у STEM). Багато жінок продовжували робити вагомий внесок в ІТ всупереч розвитку нерівності. У ХХІ столітті жінки займали керівні ролі в кількох технологічних компаніях, такі як Мег Вітмен, президентка і головна виконавча директорка Hewlett Packard Enterprise, і Марісса Маєр, президентка і генеральна директорка Yahoo!, ключова речниця Google.

## Історія

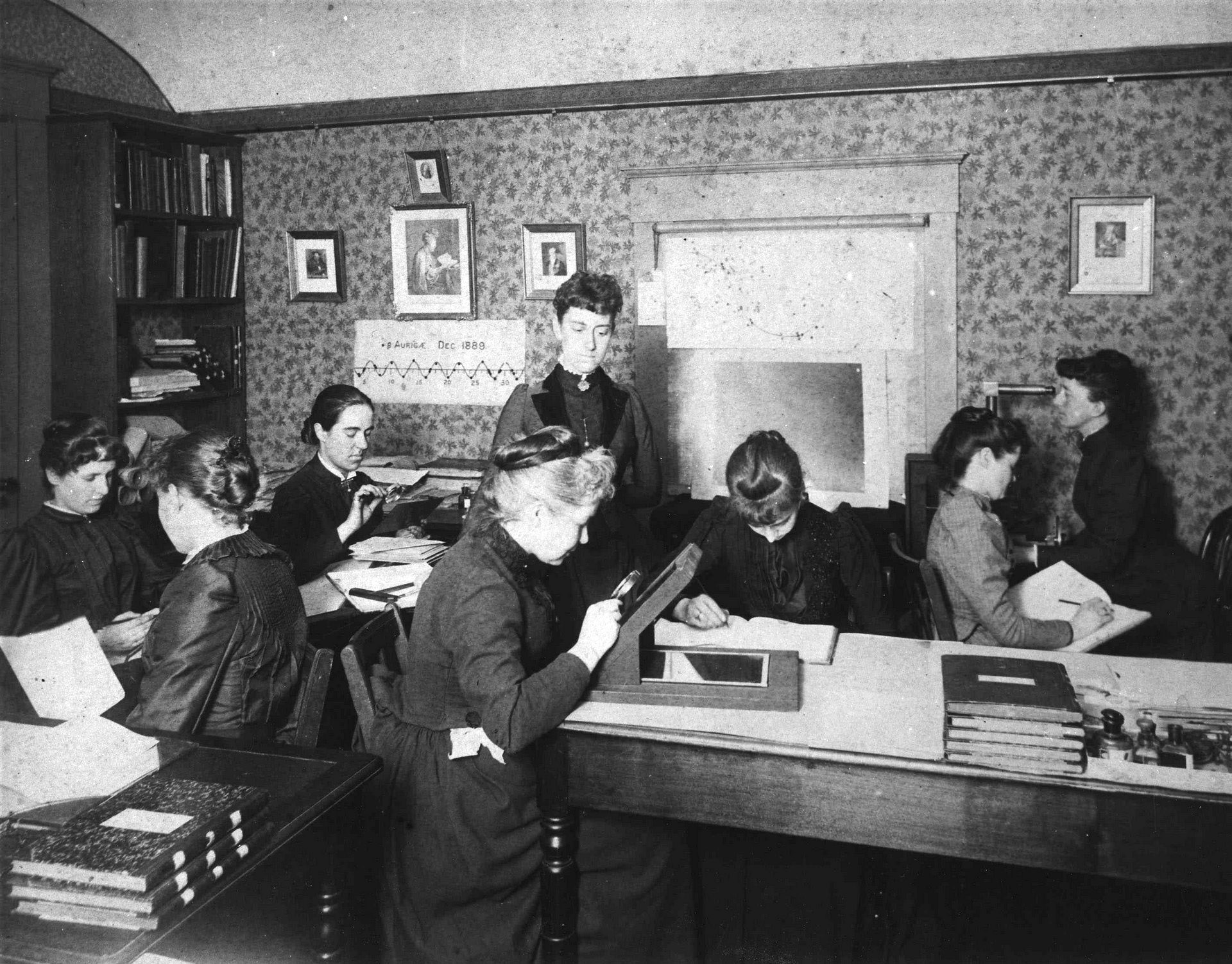
Гарвардські обчислювачки астронома Едварда Чарльза Пікерінга

### XVIII століття
Ніколь-Рейн Етабль де Лабрієр під новим іменем — Лепот — увійшла в історію світової науки як перша у Франції жінка-астрономка, одна з колективу обчислювачів, які працювали з Алексі Клодом Креро та Жозефом-Жеромом Лефрансуа де Лаландом, щоб розрахувати орбіту та передбачити дату повернення Комети Галлея. Вони почали працювати над розрахунками в 1757 році, працюючи протягом дня, іноді без перерви на їжу. Вони розділили великі обчислення на «незалежні шматки, зібрали результати з кожної частини в кінцевий продукт», а потім перевірили на помилки. Їх методом активно користувались майбутні покоління обчислювачів. Лепот продовжувала працювати над обчисленням до кінця свого життя, працюючи в Connaissance de Temps і публікуючи передбачення сонячних затемнень.

### XIX століття
Використовуючи дводюймовий телескоп 1 жовтня 1847 року 29-річна Марія Мітчел відкрила комету, яку назвали «Кометою міс Мітчелл». Вона була нагороджена золотою медаллю короля Данії Фредеріка VI й стала першою жінкою, обраною в Американську академію мистецтв і наук у 1848 році.

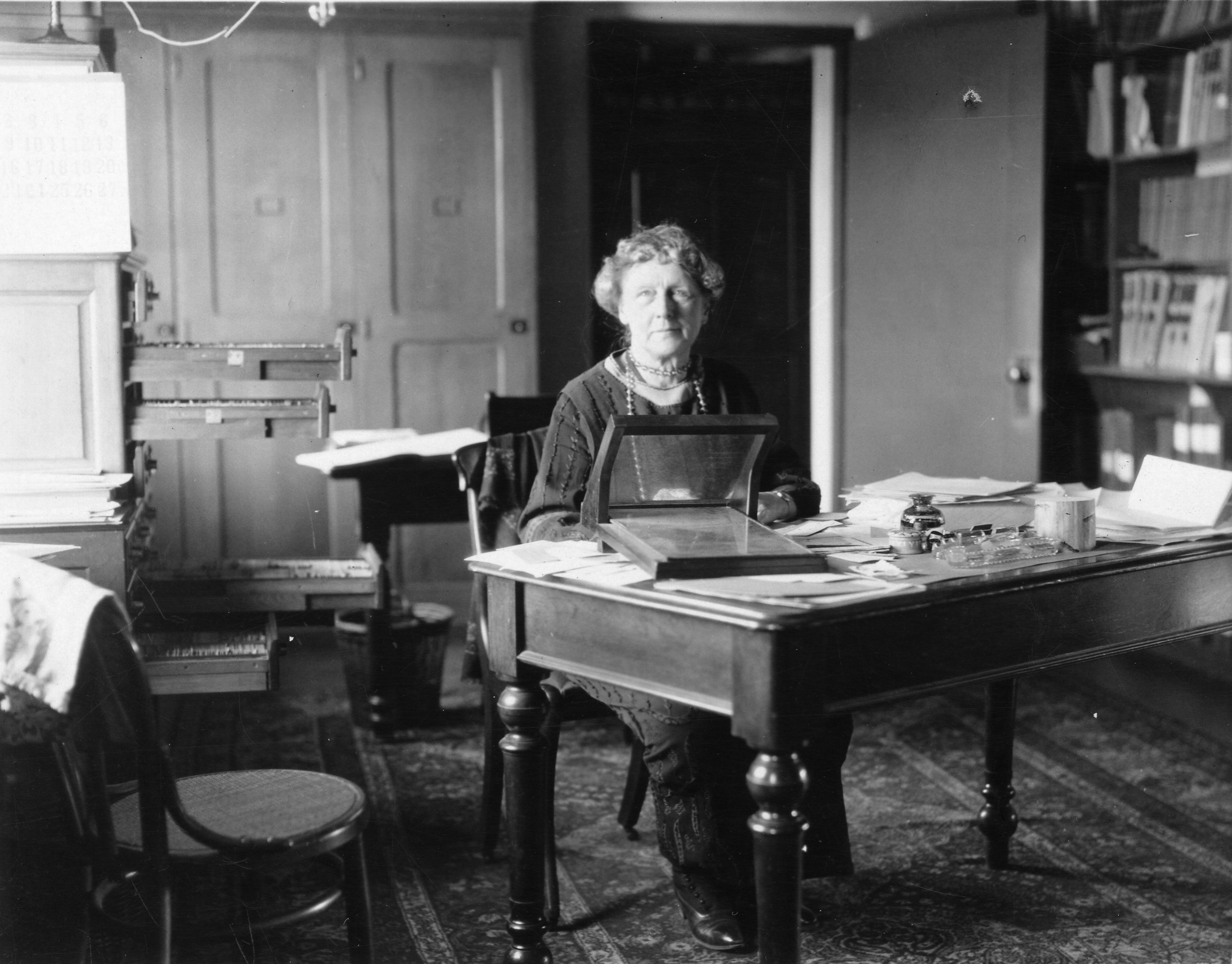
Енні Джамп Кеннон працює в Гарварді

Пізніше обрана до Американської асоціації просування науки та Американського філософського товариства, Мітчелл, швидше за все, була однією з перших жінок, професійно зайнятих урядом США. Вона працювала в офісі Морського альманаху у Вашингтоні, де розрахувала позицію Венери.

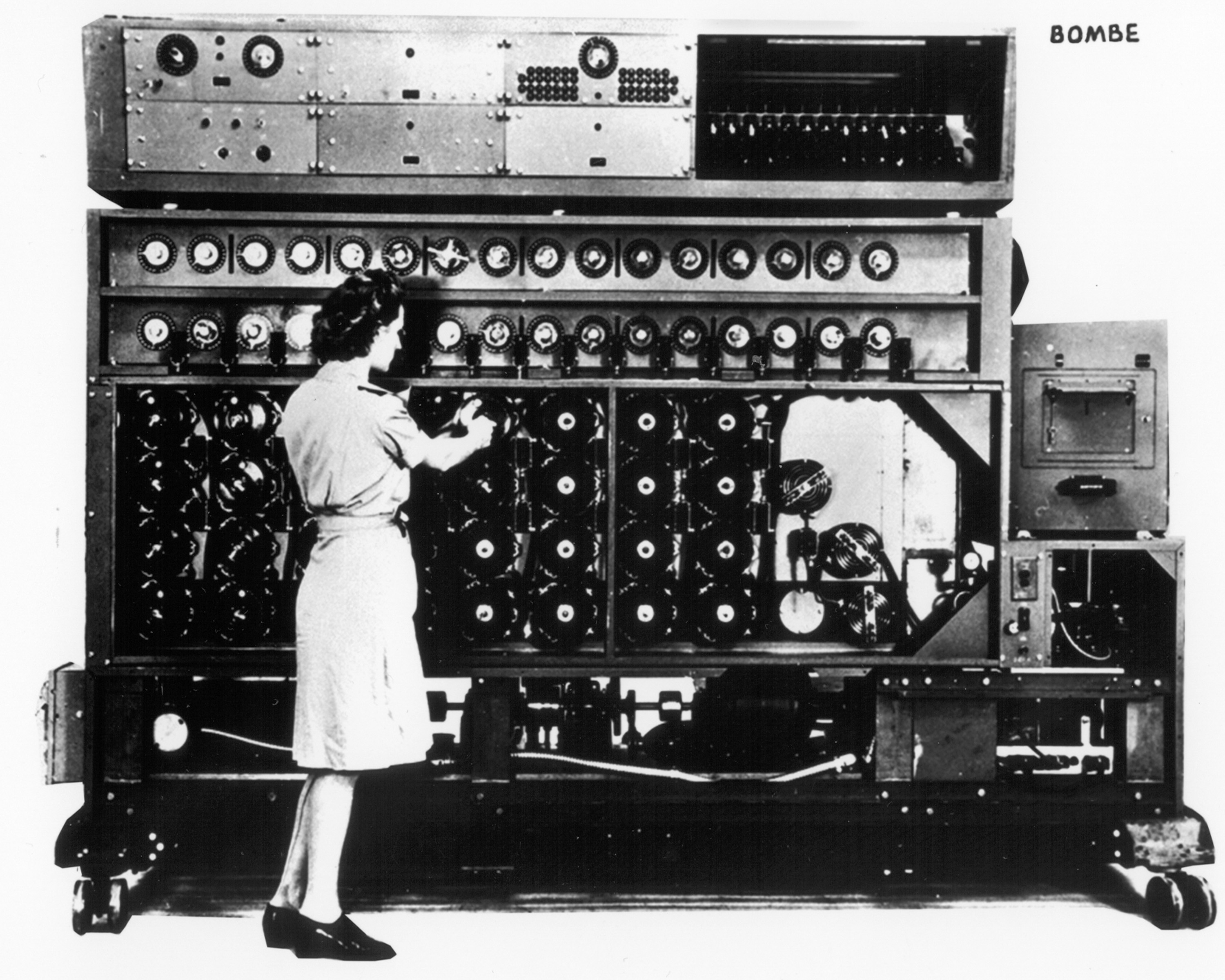
Жінки працюють на обчислювальному пристрої Bombe

Кароліна Гершель, сестра британського астронома і композитора німецького походження Вільяма Гершеля, під його керівництвом вивчила основи математики та асистувала і наукових обчисленнях. Гершель стала першою жінкою, чию наукову статтю опублікувало Лондонське королівське товариство, завершила до 1828 підготовку до друку каталогів відкритих братом туманностей і зоряних скупчень (понад 2500 об'єктів). Самостійно здійснювала астрономічні спостереження. Впродовж 1786—1797 років відкрила 8 комет і 14 туманностей. Гершель уклала покажчик зі списком помилок для зоряного каталогу Джона Флемстида та випустила новий додатковий каталог, до якого внесла 561 зорю, пропущену Флемстідом.
Англійська математикиня Ада Лавлейс вважається першою програмісткою. Вона зробила опис ранньої версії обчислювального пристрою загального призначення Чарлза Беббіджа — аналітичної машини. Склала першу у світі програму (для цієї машини).
Після Громадянської війни у США все більше людей наймали обчислювачами. Багато вдів загиблих воїнів шукали способи заробітку. Інші жінки отримали цю роботу, коли уряд відкрив для жінок посади через брак чоловіків.

Група жінок під керівництвом Едварда Чарлза Пікерінга, яка увійшла в історію як Гарвардські обчислювачки, аналізувала астрономічні дані в обсерваторії Гарвардського коледжу. Гарвард був першим університетом, який найняв жінок на цей вид роботи. За допомогою фотопластин обчислювачки вивчали рух, температуру зірок і відстань між ними. Класифікацією, розробленою однією з учасниць групи Енні Джамп Кеннон, користуються донині. Її колежанка Генрієтта Лівітт розробила спосіб вимірювання космічних відстаней з опорою на циклічні пертурбації змінних зірок. Вважається, що Пікерінг найняв жінок, оскільки при тому ж об'ємі і якості жіноча праця оцінюється дешевше, при тому, що жінки краще пристосовані до кропіткої роботи. Працювали «Гарвардські обчислювачки» 6 днів на тиждень за 25 центів на годину.

Група операторок працює на телефонному щиті AT&T

Серед жінок, які складали цю групу, були Вільяміна Флемінг, Енні Джамп Кеннон, Генрієтта Свон Лівітт, Флоренція Кушман та Антонія Каетана Морі.

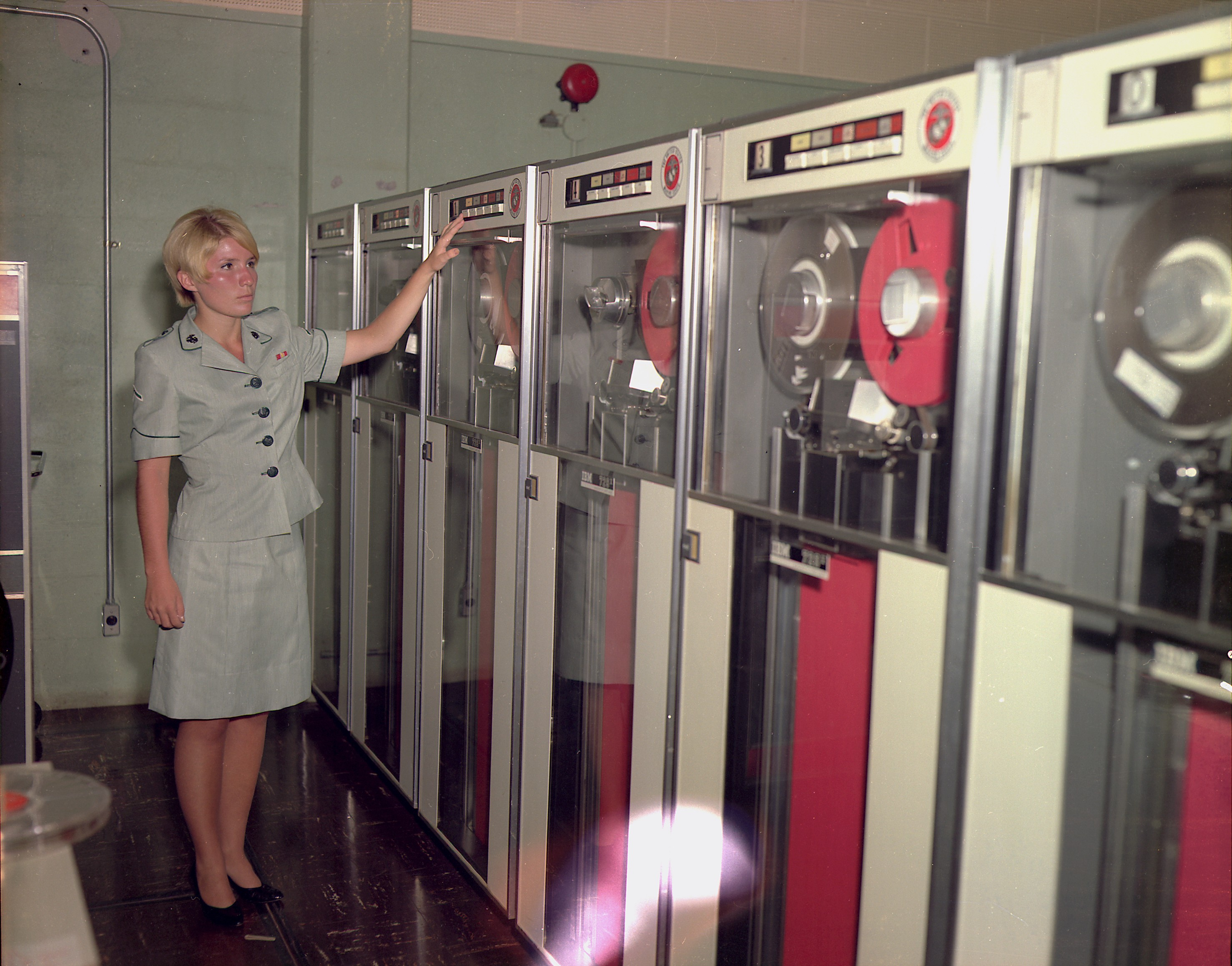
PFC Patricia Barbeau працює на стрічці накопичувача на IBM 729 в Camp Smith

### XX століття

#### 1910-ті роки
Під час Першої світової Карл Пірсон та його лабораторія з біометрики допомагали здійснювати балістичні розрахунки для Міністерства боєприпасів Великої Британії. Беатріс Мейбл Кейв-Браун-Кейв допомогла обчислити траєкторії бомбових снарядів. У 1916 році Кейв-Браун-Кейв покинула роботу Пірсона і почала працювати на повний робочий день у Міністерстві. У США для розрахунків балістики в 1918 році були найняті обчилювачки, які працювали в будівлі торгового центру у Вашингтоні. Одна з них, Елізабет Вебб Вілсон, працювала головною обчислювачкою. Після війни жінки, які обчислювали балістику для уряду США, мали проблеми з працевлаштуванням в галузі обчислювальної техніки, і Вілсон врешті викладала математику в середній школі.

#### 1920-ті роки
На початку 1920-х років державний коледж штату Айова під керівництвом професора Джорджа Снедекора працював над удосконаленням наукових та технічних засобів навчання, експериментуючи з новими машинами-перфокартами та калькуляторами. Снедекор також працював з обчислювачами, серед яких більшість жінок, зокрема Мері Клем. Клем ввела термін «нульова перевірка» як метод пошуку помилок в некомп'ютеризованих обчисленнях. Обчислювальна лабораторія, якою керувала Клем, стала однією з найпотужніших обчислювальних центрів того часу.
Едіт Кларк (1883—1959) стала першою жінкою, яка отримала ступінь інженера-електрика в 1919 році, і першою жінкою, яка професійно працювала інженером-електроніком у США, її найняли на посаду штатного інженера в General Electric в 1923 році.

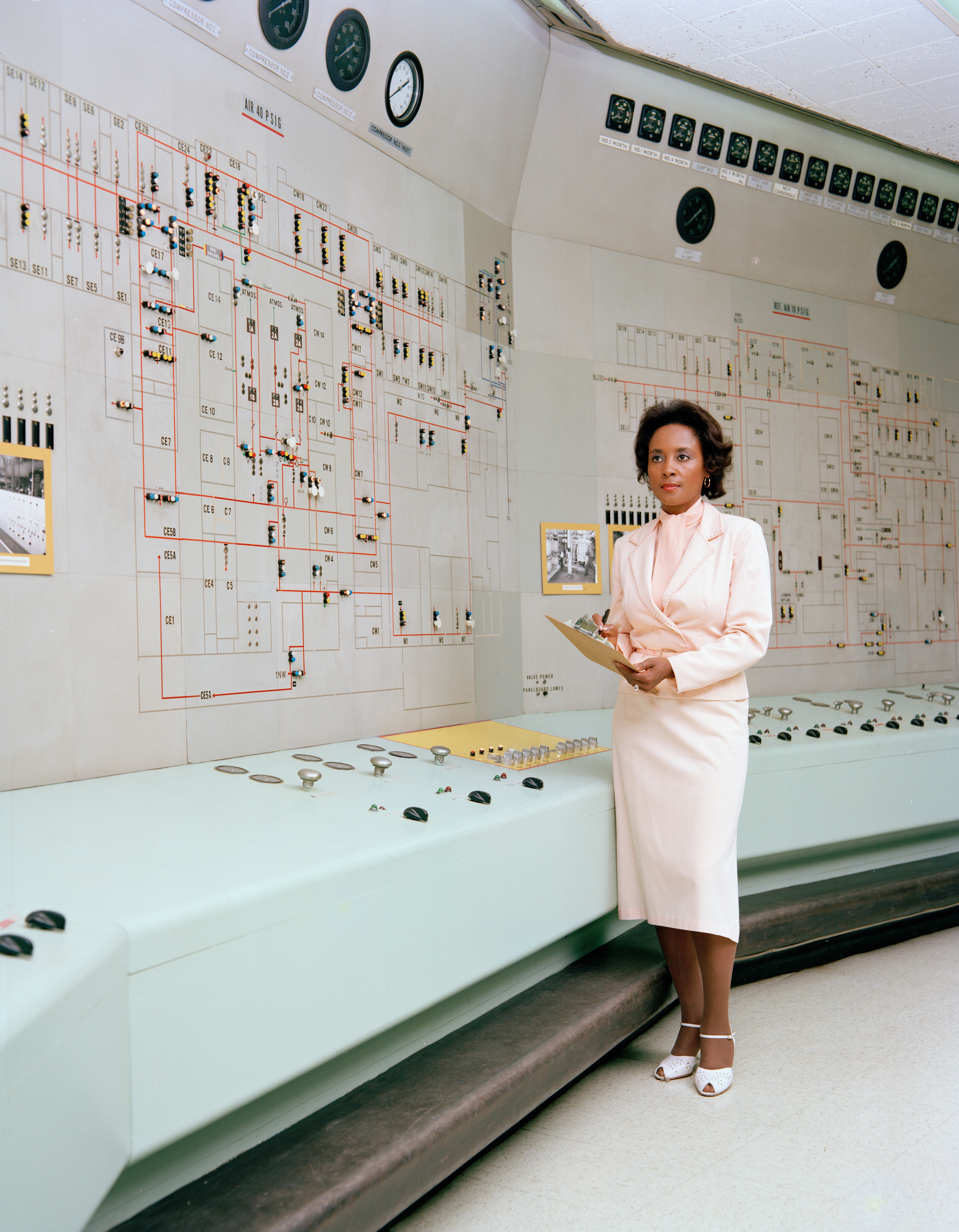
Енні Іслі в NASA

#### 1930-ті роки
У 1935 році Національний консультативний комітет з повітроплавання вперше найняв 5 білих жінок в якості обчислювачок.

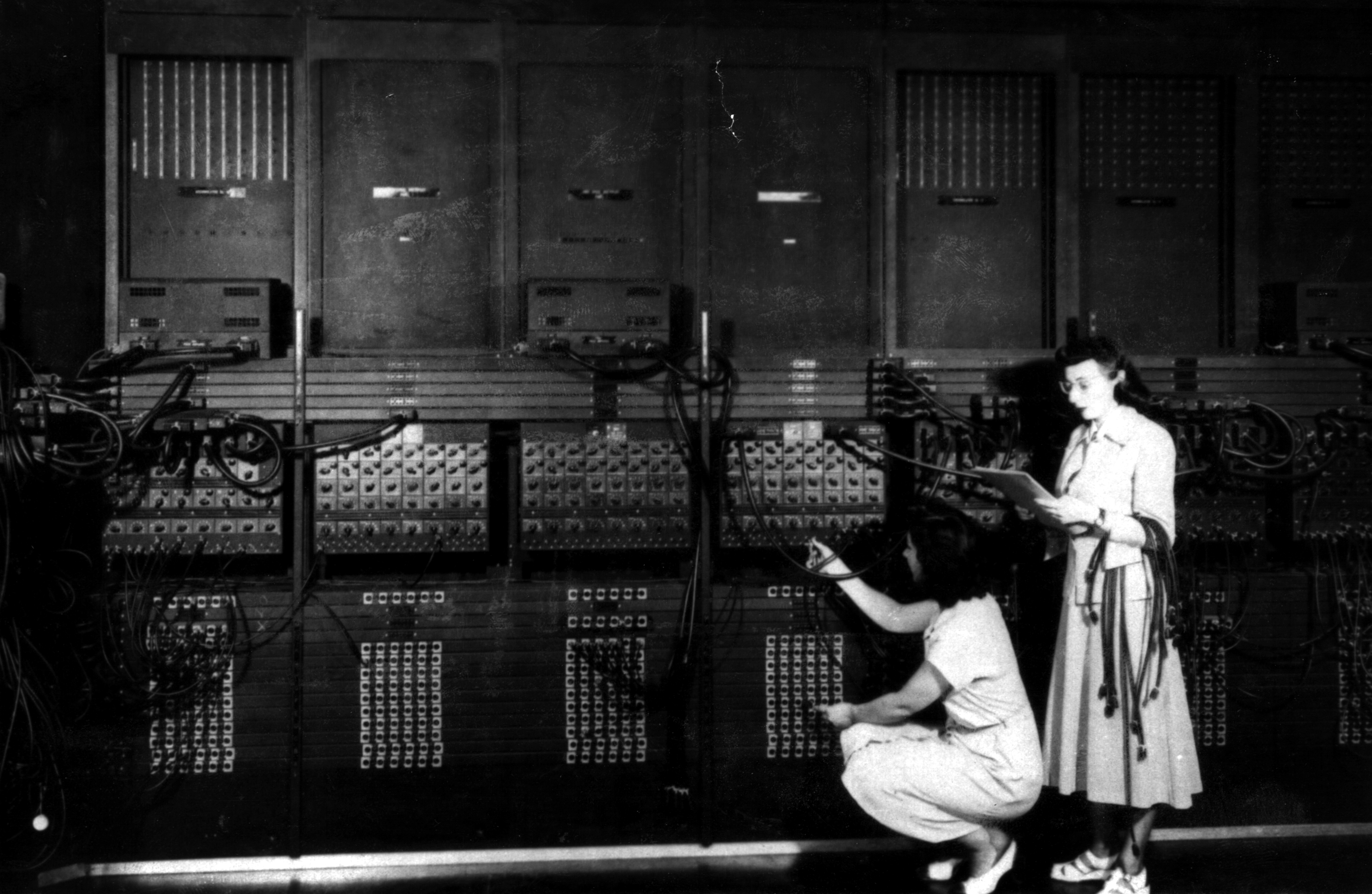
Мерлін Вескофф (стоїть) та Рут Ліхтерман (присіла) перепрограмовують ENIAC за допомогою дротів і перемичок (1946 рік)

#### 1940-ві роки
Рутинні та громіздкі обчислення вважалися жіночою роботою впродовж 40-х років ХХ століття. Це демонструє, наприклад, термін «kilogirl», введений членом Комісії прикладної математики на початку десятиліття. Один кілограм енергії дорівнював приблизно тисячі годин роботи за комп'ютером. Під час Другої світової війни жінки виконували більшість балістичних розрахунків, оскільки чоловіки вважали цю роль нижчою за рівень власної компетентності. 

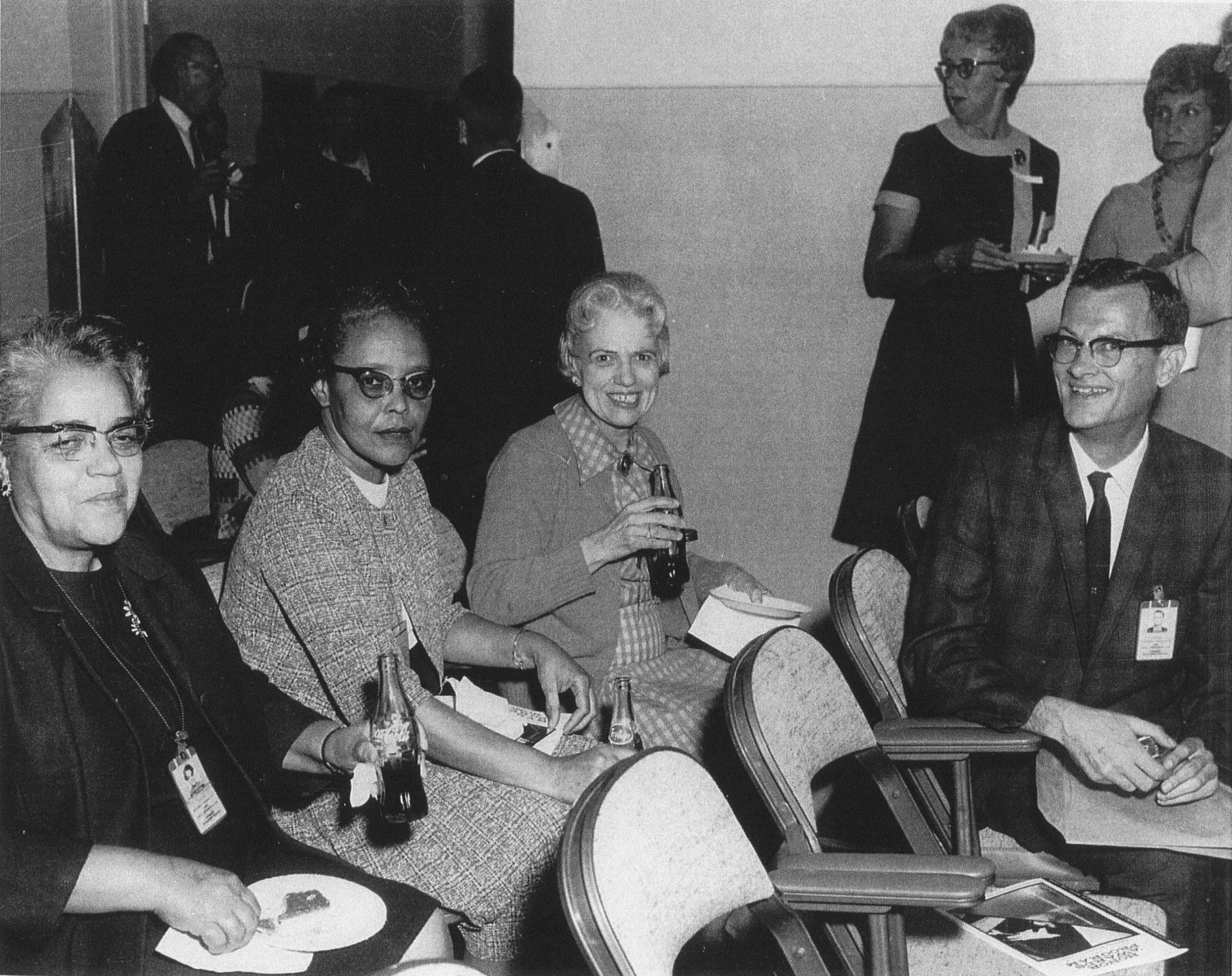
Зліва направо: обчислювачки Дороті Воган, Лессі Гантер, Вівіан Адер (позаду Маргарет Райденгоур і Шарлотта Крейдон)

Становище темношкірих жінок було ще важчим, їм доводилося працювати стільки ж (або в багатьох випадках більше), скільки їхнім білим колегам та ще й умовах сегрегації.
База ВПС Ленглі була укомплектована двома расово відокремленими групами жінок, одна на східній стороні, а інша на західній стороні. Група афроамериканських обчислювачок отримала назву West Area Computers. На відміну від білих жінок, NACA вимагала від афроамериканок повторного проходження курсу коледжу, і багато з них ніколи не отримували підвищення. Керівниками West Area Computers були білі жінки, і тільки 1949 року їх очолила Дороті Воган, яка стала першою афроамериканською адміністратореою і менеджеркою NACA.
У роки Другої світової в маєтку Блечлі-Парк розміщувалася Урядова школа кодування і дешифрування в якій працювали понад 10 тисяч осіб, дві третини з них жінки. Алан Тюрінг і Гордон Велчман винайшли обчислювальну електромеханічну машину Bombe, яка використовувалося для аналізу кодів й управлялася операторками-жінками.
У розпал Другої Світової, щоб допомогти артилеристам обчислювати траєкторії польоту снарядів, було розроблено перший електронний цифровий обчислювач загального призначення, який можна було перепрограмувати для рішення широкого спектра завдань ENIAC. Хоча його збірка почалася за рік до Дня висадки армії союзників в Нормандії, 6 червня 1944 року, комп'ютер вперше запрацював в листопаді 1945 року. Комп'ютерами тоді називали людей, які займалися обчисленнями, тобто «комп'ютингом». Саме тому ENIAC стали також називати комп'ютером. Шість жінок-обчислювачок долучились до проєкту в якості програмісток для ENIAC, яких називали «ENIAC Girls». Це були Кетлін Макналті Моучлі Антонеллі, Джин Дженнінгс Бартік, Бетті Снайдер Голбертон, Мерлін Вескофф Мельцер, Рут Лихтерман Тейтельбаум і Френсіс Білас Спенс. Спочатку їх робота була засекречена.

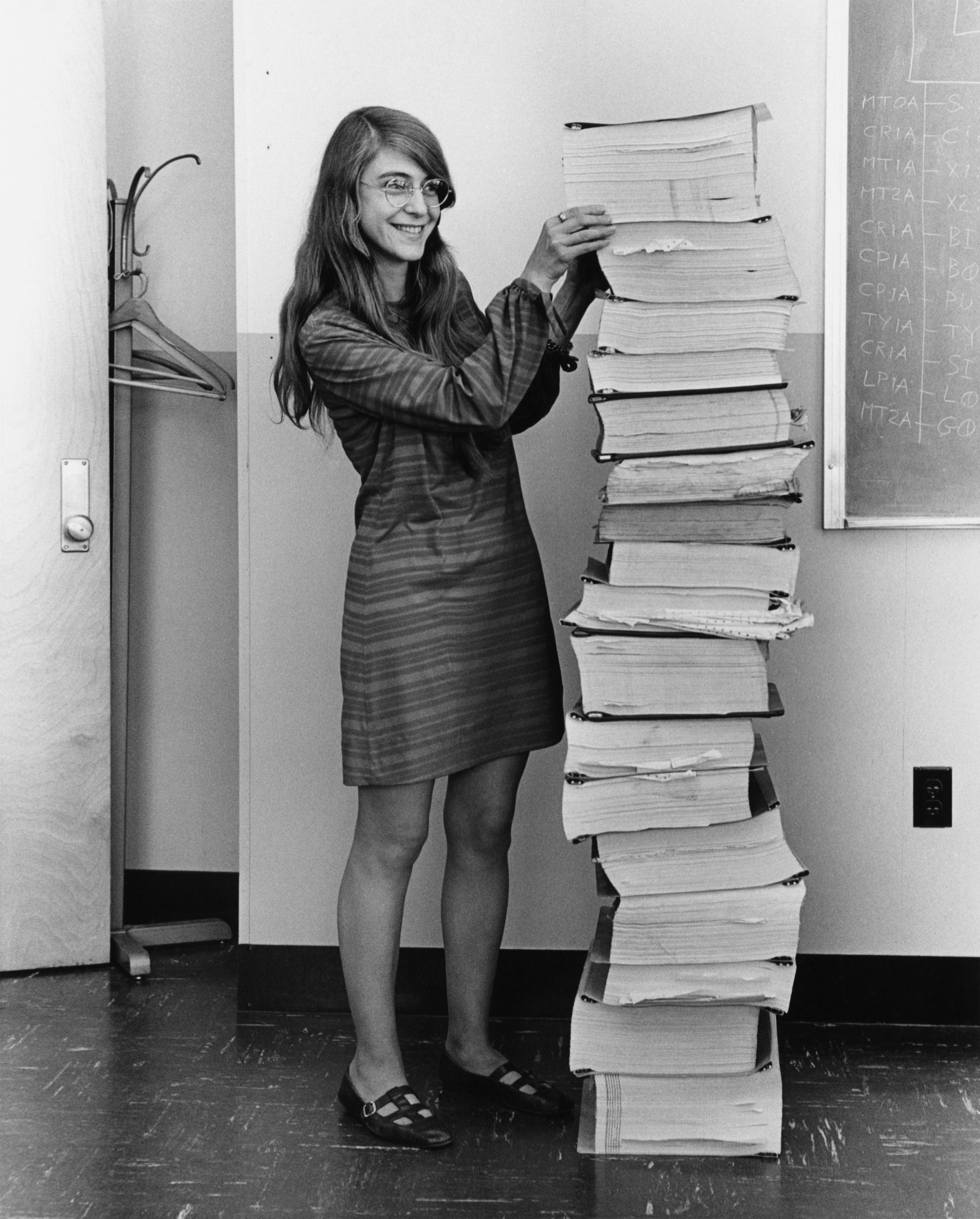
Маргарет Гамільтон і обчислений нею код програмного забезпечення для Apollo 11 (1969)

ENIAC Girls розуміли внутрішні схеми комутації і визначали першопричину проблеми, яка могла полягати в окремо взятій вакуумній трубці. У певних моментах знання і навички цих жінок змогли зробити значний вплив на дизайн ENIAC й інших комп'ютерів. Програмістка ENIAC Бетті Снайдер Голбертон згадувала особливо важливий епізод, коли їй вдалося переконати Джона фон Нейманом додати кнопку «stop instruction». Спочатку він поставився до цієї ідеї скептично, але в підсумку визнав необхідність такої функції.

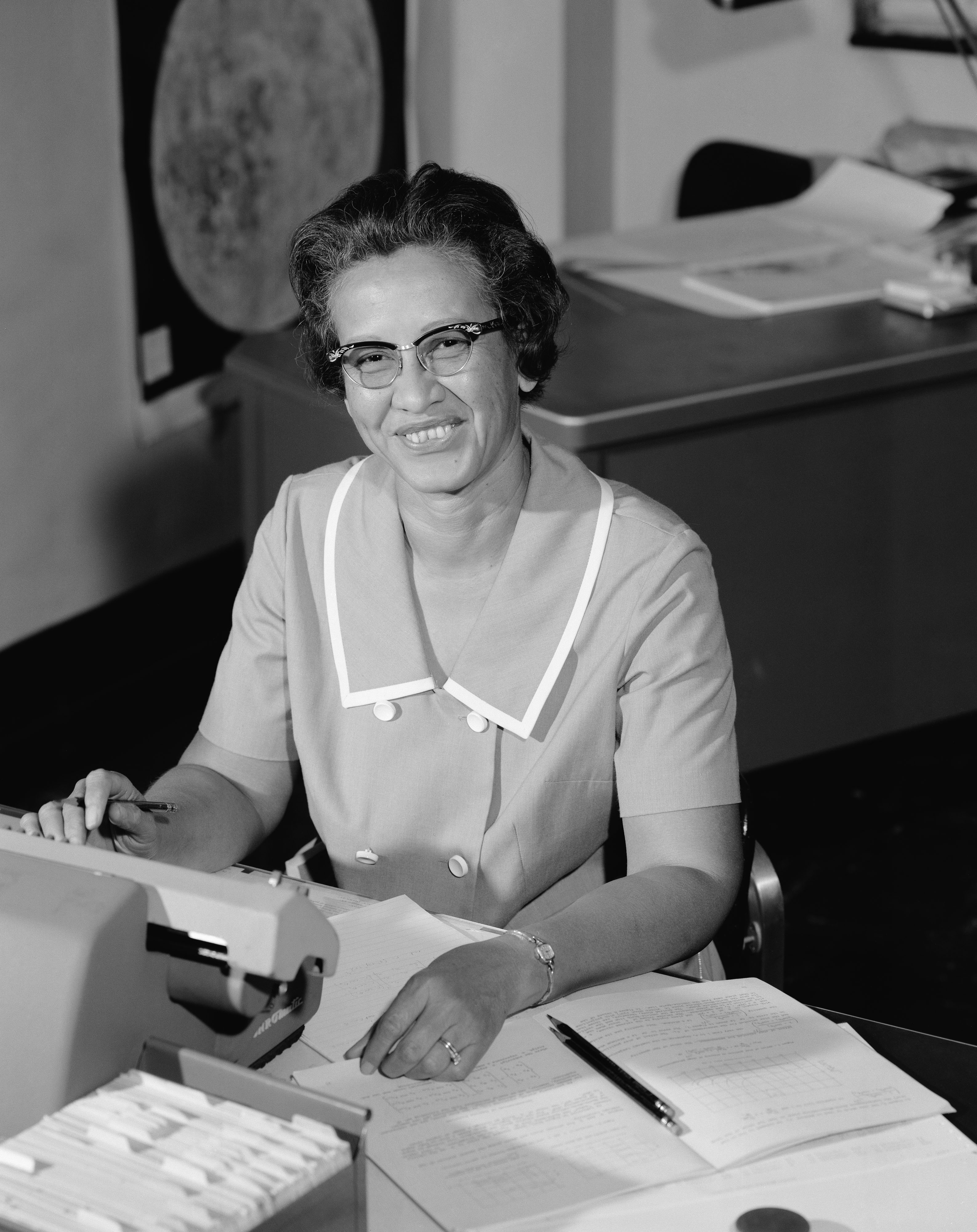
Кетрін Джонсон працювала в НАСА в 1966 році

Пізніше, Джин Дженнінгс Бартік увійшла до складу групи, яка проапгрейдила ENIAC до рівня «Stored-program computer». Програма зберігалася в електронній пам'яті комп'ютера, а не «в кабелях і перемичках». По завершенню війни вона допомагала розробляти BINAC (перший комерційний цифровий комп'ютер) і UNIVAC I (акронім від англ. UNIVersal Automatic Computer I)
Геді Ламарр разом з авангардистським композитором Джорджем Антейлом запатентувала технологію розширеного спектру зі стрибкоподібними частотами (FHSS), яка проклала шлях для бездротових телекомунікацій. Вони запропонували використовувати на передавачі випадковий код, який буде змінювати частоту каналу передачі, та синхронізувати такі ж частотні переходи і на приймачі. Така зміна каналів зв'язку убезпечую передачу інформації. До того часу псевдовипадкові коди використовувалися для кодування інформації, переданої незмінними відкритими каналами зв'язку. Секретний ключ став використовуватися для швидкої зміни частот каналів передачі інформації.
У серпні 1942 Ламар і Антейл отримали патент під номером 2292387 «Секретна система зв'язку (Secret Communication System)». Патент описує секретні системи зв'язку, що включають передачу фальшивих сигналів на різних частотах. Цей патент став основою для зв'язку з розширеним спектром, що використовується всюди, від мобільних телефонів до Wi-Fi 802.11 і GPS.

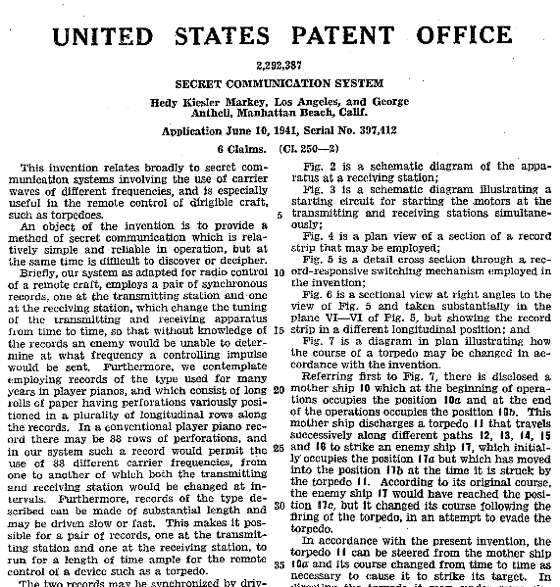
Копія патенту США на «Секретну комунікаційну систему»

#### 1950-ті роки
У 1952 році Ґрейс Гоппер розробила перший в історії компілятор — A-0, а в 1957 році створила перший компілятор для обробки даних за допомогою англійських команд B-0 (FLOW-MATIC), що використовується в основному для обчислень фонду оплати праці.

У 1959 році Мері Аллен Вілкс, працюючи в MIT, мала можливість працювати з комп'ютерами, такими як IBM 709 та TX-2 (1959—1963). У той час вона розробляла різні операційні системи для LINC в англійській лабораторії Приладовий комп'ютер, з назвою LAP (операційна система), англійською програмою асамблеї LINC (перший мінікомп'ютер), до моменту еволюції до LAP6.

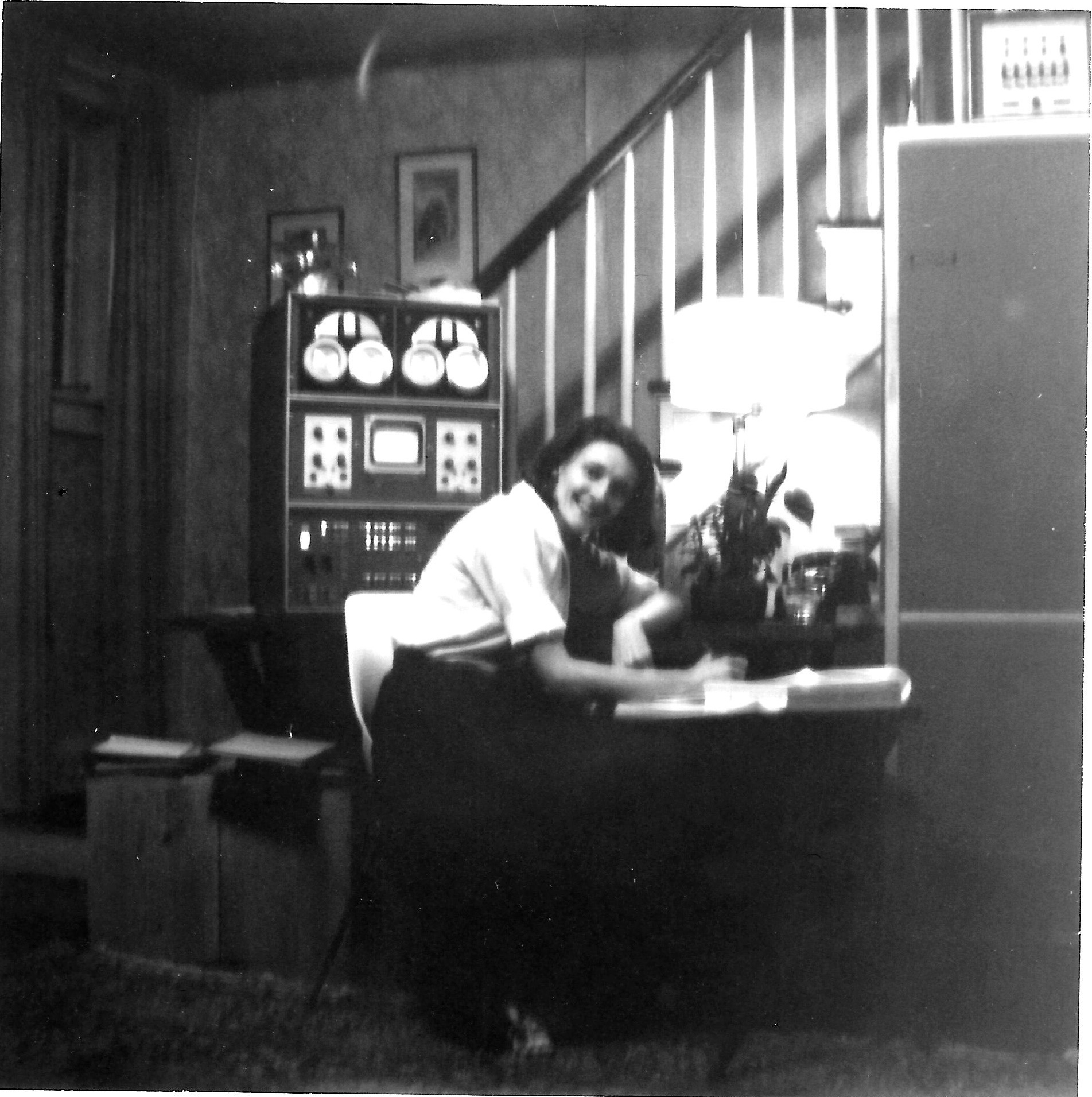
Мері Аллен Вілкс за комп'ютером LINC у вітальні її будинку (1965 рік)

#### 1960-ті роки

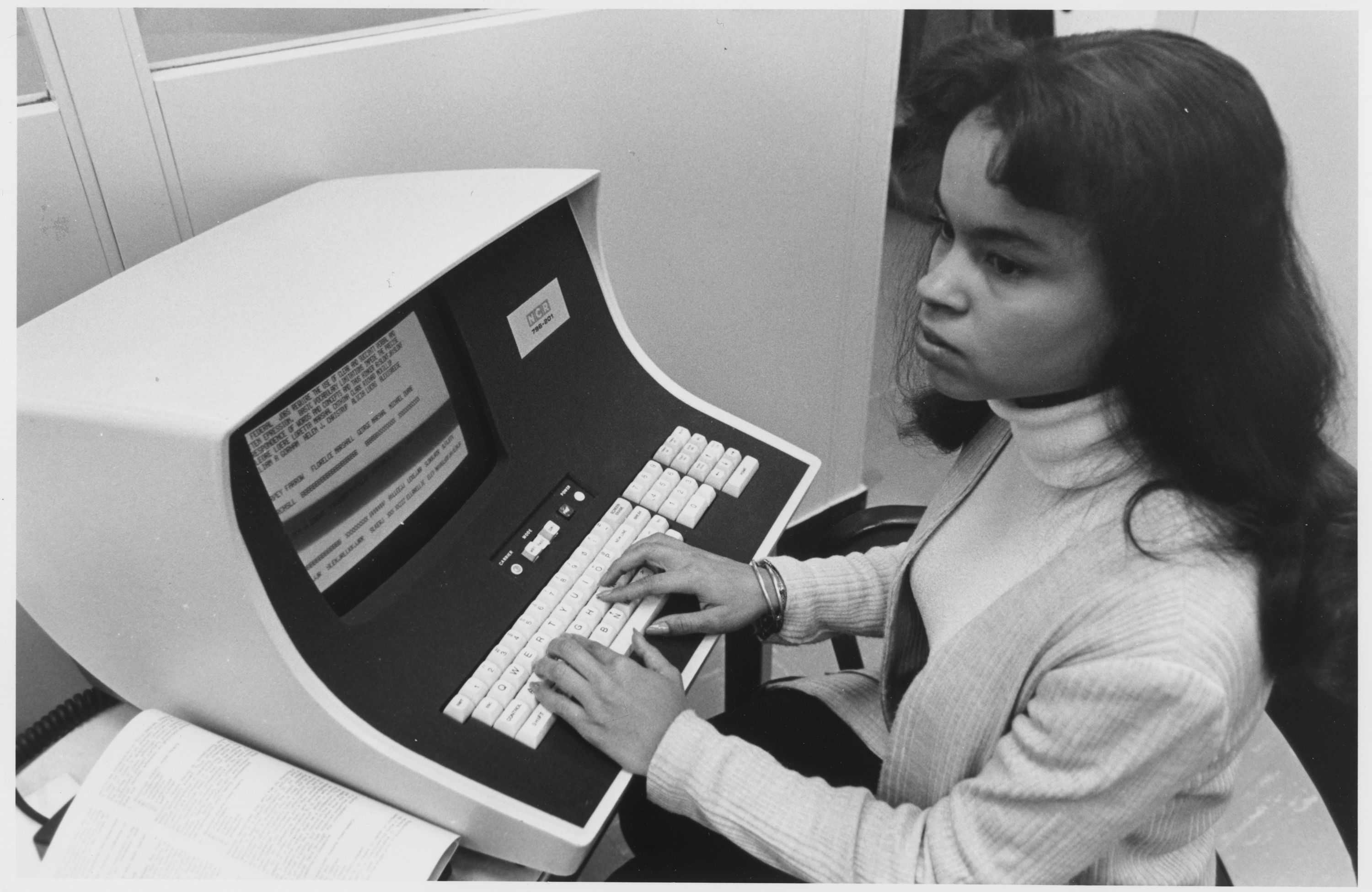
Використання катодного рентгенівського терміналу NCR 796—201, близько 1972 року

У 1960 році Маргарет Гамільтон почала працювати над написанням програмного забезпечення системи прогнозування погоди комп'ютерів LGP-30 і PDP-1, які були частиною проєкту MAC під керівництвом видатного математика і метеоролога Едварда Лоренца, який завідував відділом метеорології МТІ.
З 1961 по 1963 роки Гамільтон працювала в команді програмістів проєкту SAGE в лабораторії Лінкольна (МТІ), розробляючи програмне забезпечення для першого AN/FSQ-7 комп'ютера в проєкті Whirlwind, головним завданням якого було пророкування і відстеження погодних умов за допомогою симуляцій. Наступним став військовий проєкт SAGE для відстежень переміщення ворожих літаків, щоб передбачити можливу атаку СРСР. Робота в проєкті SAGE дозволила Гамільтон пізніше приєдналася до колективу лабораторії імені Чарльза Старка Дрейпера в МТІ, що працював в космічній програмі Аполлон. Маргарет Гамільтон вдалося очолити групу розробників, які створювали програмне забезпечення для Аполлона й орбітальної станції Skylab. Найбільш значущим внеском цієї групи є програмне забезпечення для бортового комп'ютера.
Лабораторія Лінкольна також стала робочім місцем Мері Аллен Вілкс, найбільш відомої як перша людина, у якої вдома з'явився комп'ютер.
З 1959 по 1960 рік Вілкс займалася розробкою програмного забезпечення для ранніх комп'ютерів IBM 704 й IBM 709. 1961 року приєдналася до команди розробників першого мікрокомп'ютера і прабатька домашніх персональних комп'ютерів LINC (Laboratory Instrument Computer) під керівництвом Веслі Кларка. Вілкс писала різні ОС для LINC, першою з яких була LAP (Line Assembly Program). За допомогою LAP користувач міг самостійно обирати писати йому програми мовою асемблер чи машинним кодом. LAP розроблявся і вдосконалювався аж до версії LAP6, для якої Мері Вілкс написала керівництво користувача.

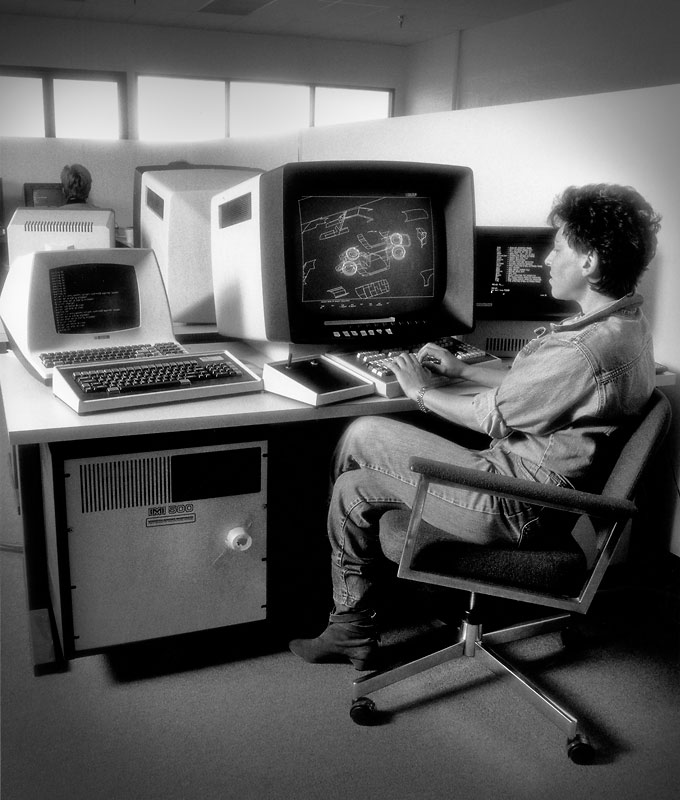
Шеллі Лейк працює над комп'ютерною графікою в Digital Productions, 1983

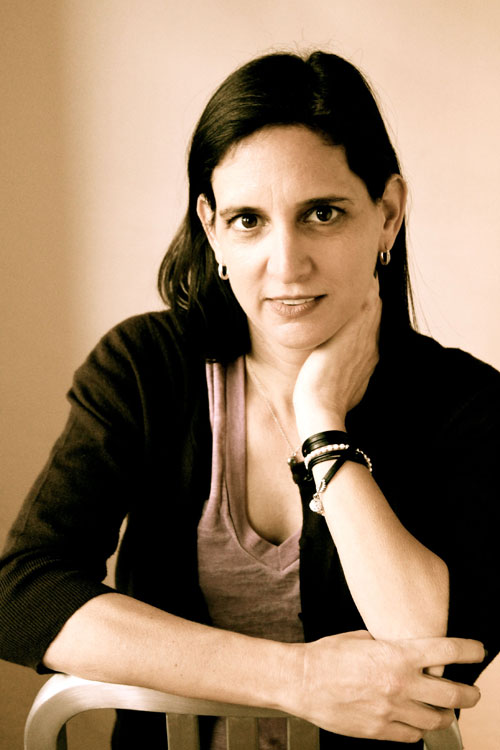
Хайме Леві, популяризаторка e-Zine у 1990-х

Наприкінці 1950-х у Массачусетському Технологічному Інституті для дослідження проблем штучного інтелекту було розроблено мову програмування загального призначення з підтримкою парадигм функціонального та процедурного програмування Лісп (Lisp). Піонерка у галузі штучного інтелекту, інформатики та навчальних обчислень Синтія Соломон досліджувала можливості адаптації цієї мови для дітей.
В 1967 році Сеймур Пейперт, Уоллі Фюрцейгем та Синтія Соломон презентували мову програмування високого рівня Лого (LOGO), розроблену в освітніх цілях для навчання дітей дошкільного і молодшого шкільного віку основним концепціям програмування. Мова Лого є адаптацією мови Лісп, і подекуди її називають «Лісп без дужок».

#### 1970-ті
У листопаді 1971 року Ерна Шнайдер Гувер революціонізувала системи комунікацій і запатентувала свій винахід, названий «Система моніторингу зі зворотним зв'язком для обробки даних за допомогою встановленої програми» (Feedback Control Monitor for Program Stored Data Processing System); її патент за номером 3,623,007, став одним з перших, що зареєстрував право власності на програмне забезпечення. Винахід, заявку на який Гувер подала в 1967 році, а сам патент отримала через чотири роки, допомагає комп'ютеру автоматично регулювати швидкість прийому виклику, а це допомагає уникнути перевантаження ліній. Завдяки винаходу Гувер стала першою жінкою, що зайняла посаду керівника технічного відділу в Лабораторіях Белла. У 1987 році вона очолила відділ операційної підтримки. І сьогодні, у двадцять першому столітті, принципи її винаходу використовуються в роботі телекомунікаційного обладнання, зокрема в роботі колл-центрів по всьому світу. В Лабораторіях Белла, де Ерна Гувер пропрацювала більше 32 років, її називають новаторкою, яка відкрила жінкам дорогу в сферу комп'ютерних технологій.

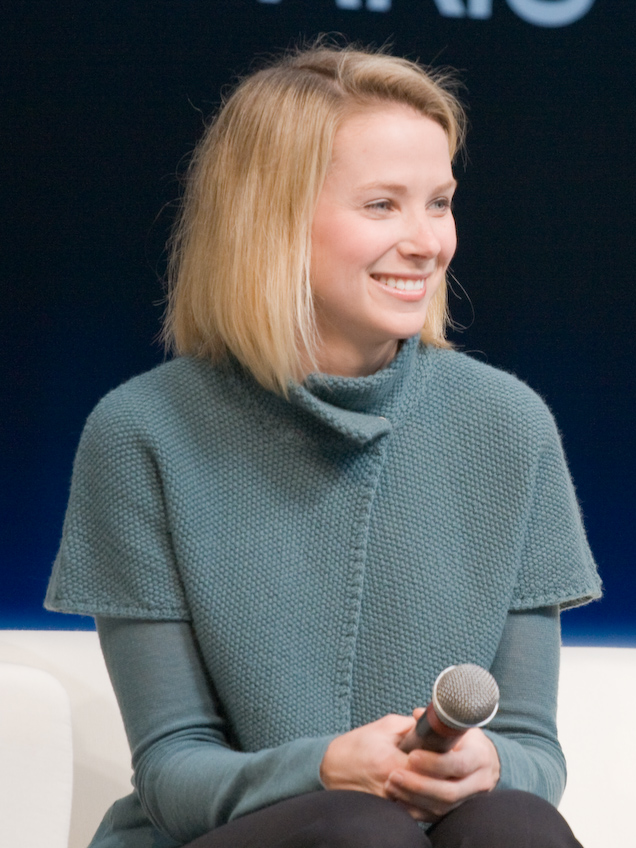
Марісса Маєр, колишня віцепрезидентка продуктів пошуку Google, колишня президентка та генеральна директорка Yahoo!

Карен Спарк Джонс розробляла технології пошуку і видачі інформації (information retrieval, IR), які дозволили користувачам працювати з комп'ютерами, використовуючи звичайні слова замість рівнянь і кодів. Цей прорив мав критичне значення для подальшого розвитку пошукових машин.

#### 1980-ті
1981 року американська програмістка Дона Бейлі разом з Едом Лоґґом розробили аркадну відеогру Centipede компанії Atari, Inc..

У 1982 році Керол Шоу приєднується до Activision, де вона запрограмувала свою найкращу гру, під назвою River Raid, яку в деяких європейських країнах (наприклад, Німеччині) оцінили як жорстоку і заборонену гру для неповнолітніх, що робить цю гру для гральної консолі першою забороненою через насильство. Роберта Вільямс була піонеркою графічних пригодницьких ігор для персональних комп'ютерів, особливо саги King's Quest.

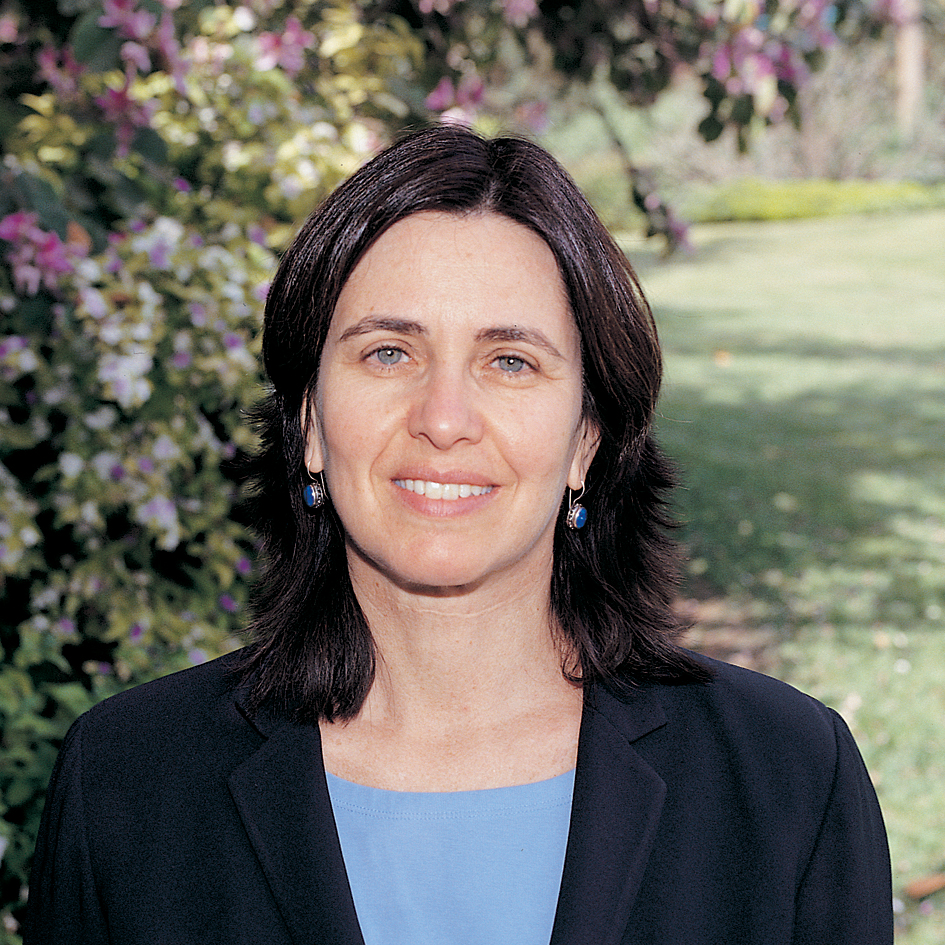
Шафі Голдвассер отримала премію Тюрінга 2012 року за спільну роботу в галузі криптографії

У 1984 році Сьюзен Каре створила піктограми та багато елементів інтерфейсу для оригінального Apple Macintosh у 1980-х, працювала креативним директором NeXT.

#### 1990-ті
У 1993 році Шафі Голдвассер стала лауреаткою премії Геделя за статтю «Складність знань інтерактивних систем доказування». Цього року Барбара Лісков разом з Жаннет Вінг розробляє Принцип заміщення Ліскова. У 1996 році Сяоюань Ту стала першою жінкою, що отримала нагороду докторської дисертації АСМ. У 1997 році Аніта Борг заснувала Інститут жінок та технологій (зараз Інститут жінок та технологій Аніти Борг). Дві основні цілі заснування організації полягали в збільшенні представництва жінок у технічній галузі та забезпеченні можливості створення більшої кількості технологій жінками.

## Гендерна нерівність в ІТ
Одна з найбільших проблем, з якою стикаються жінки в сучасних ІТ, полягає в тому, що вони часто опиняються в середовищі в значній мірі сексистському, тому жінки не залишаються в області програмування і технологій. У 2013 році в звіті Національного громадського радіо йшлося, що лише 20 % програмістів в США — жінки.
У 2017 році Джеймс Дамор був звільнений з Google після того, як заявив, що існує біологічна причина невеликої кількості жінок-комп'ютерниць.

## Володарки премії Тьюрінга
- 2006 — Френсіс «Фран» Елізабет Аллен
- 2008 — Барбара Лісков
- 2012 — Шафі Голдвассер

## Володарки премії Карен Спарк Джонс
- 2009 — Мірелла Лапата
- 2012 — Діана Келлі
- 2015 — Еміне Йілмаз
- 2016 — Хайме Тіван